# قائمة رؤساء مجلس النواب الأردني
فيما يلي قائمة بمن شغل منصب رئيس مجلس النواب الأردني. ينتخب أعضاء المجلس رئيسًا له لمدة سنة في بداية كل دورة، ويبقى الرئيس في منصبه حتى بداية الدورة التالية، ويمكن إعادة انتخابه.

## القائمة
| المجلس     | الاسم                | تولى المنصب    | ترك المنصب     | الدورات |
| ---------- | -------------------- | -------------- | -------------- | --- |
| الأول      | هاشم خير             | 1947           | 1948           | الدورة العادية الأولى |
| الأول      | عبد القادر التل      | 1948           | 1950           | الدورة العادية الثانية |
| الثاني     | عمر مطر              | 1950           | 1951           | الدورة العادية الأولى الدورة غير العادية |
| الثالث     | عبد الله كليب        | 1951           | 1952           | الدورة غير العادية الدورة العادية الأولى |
| الثالث     | حكمت المصري          | 1952           | 1953           | الدورة العادية الثانية |
| الثالث     | عبد الحليم النمر     | 1953           | 1954           | الدورة العادية الثالثة |
| الرابع     | عمر الصالح البرغوثي  | 1954           | 1954           | الدورة غير العادية |
| الرابع     | أحمد الطراونة        | 1954           | 1956           | الدورة العادية الأولى الدورة العادية الثانية |
| الخامس     | حكمت المصري          | 1956           | 1957           | الدورة العادية الأولى |
| الخامس     | مصطفى خليفة العواملة | 1957           | 1962           | الدورة العادية الثانية الدورة العادية الثالثة الدورة العادية الرابعة الدورة العادية الخامسة                                                                     |
| السادس     | مصطفى خليفة العواملة | 1957           | 1962           | الدورة العادية الأولى |
| السابع     | صلاح طوقان           | 1962           | 1963           | الدورة العادية الأولى |
| الثامن     | عاكف الفايز          | 1963           | 1966           | الدورة غير العادية الدورة العادية الأولى الدورة العادية الثانية الدورة العادية الثالثة الدورة العادية الرابعة                                                   |
| التاسع     | قاسم الريماوي        | 1967           | 1970           | الدورة غير العادية |
| التاسع     | كامل عريقات          | 1970           | 1984           | الدورة العادية الأولى الدورة العادية الثانية الدورة العادية الثالثة الدورة العادية الرايعة الدورة العادية الخامسة الدورة العادية السادسة الدورة العادية السابعة |
| العاشر     | عاكف الفايز          | 1984           | 1988           | الدورة العادية الأولى الدورة العادية الثانية الدورة العادية الثالثة الدورة العادية الرايعة الدورة العادية الخامسة                                               |
| الحادي عشر | سليمان عرار          | 1989           | 1990           | الدورة العادية الأولى |
| الحادي عشر | عبد اللطيف عربيات    | 1990           | 1993           | الدورة العادية الثانية الدورة العادية الثالثة الدورة العادية الرابعة                                                                                            |
| الثاني عشر | طاهر المصري          | 1993           | 1995           | الدورة العادية الأولى |
| الثاني عشر | سعد هايل السرور      | 1995           | 1998           | الدورة العادية الثانية الدورة العادية الثالثة الدورة العادية الرابعة                                                                                            |
| الثالث عشر | سعد هايل السرور      | 1995           | 1998           | الدورة العادية الأولى |
| الثالث عشر | عبد الهادي المجالي   | 1998           | 2003           | الدورة العادية الثانية الدورة العادية الثالثة الدورة العادية الرابعة                                                                                            |
| الرابع عشر | سعد هايل السرور      | 16 يوليو 2003  | 2007           | الدورة غير العادية |
| الرابع عشر | عبد الهادي المجالي   | 2 ديسمبر 2007  | 2010           | الدورة العادية الأولى الدورة العادية الثانية الدورة العادية الثالثة الدورة العادية الرابعة                                                                      |
| الخامس عشر | عبد الهادي المجالي   | 2 ديسمبر 2007  | 2010           | الدورة العادية الأولى الدورة العادية الثانية |
| السادس عشر | فيصل الفايز          | 2010           | 2011           | الدورة العادية الأولى |
| السادس عشر | عبد الكريم الدغمي    | 2011           | 2013           | الدورة العادية الثانية |
| السابع عشر | سعد هايل السرور      | 10 فبراير 2013 | 3 نوفمبر 2013  | الدورة غير العادية |
| السابع عشر | عاطف الطراونة        | 3 نوفمبر 2013  | 10 ديسمبر 2020 | الدورة العادية الأولى الدورة العادية الثانية الدورة العادية الثالثة                                                                                             |
| الثامن عشر | عاطف الطراونة        | 3 نوفمبر 2013  | 10 ديسمبر 2020 | الدورة العادية الأولى الدورة العادية الثانية الدورة العادية الثالثة الدورة العادية الرابعة                                                                      |
| التاسع عشر | عبد المنعم العودات   | 10 ديسمبر 2020 | 15 نوفمبر 2021 | الدورة غير العادية |
| التاسع عشر | عبد الكريم الدغمي    | 15 نوفمبر 2021 | 15 نوفمبر 2022 | الدورة العادية الأولى |
| التاسع عشر | أحمد الصفدي          | 15 نوفمبر 2022 |                | الدورة العادية الثانية الدورة العادية الثالثة |

المصدر: 